# Carlo de Gavardo
Carlo de Gavardo   (Huelquén, 14 de juliol de 1969 - Buin, 4 de juliol de 2015) fou un pilot de motociclisme xilè que va tenir una destacada participació en nombrosos ral·lis, incloent-hi el Ral·li Dakar. El 2001 obtingué la Copa del Món de Ral·lis de la Federació Internacional de Motociclisme (FIM) i els anys 2004 i 2005 en va ser campió del món en la categoria dels 450 cc.

## Biografia
Carlo de Gavardo va cursar els seus estudis primaris i secundaris al Col·legi Craighouse i al Col·legi Marshall, a Santiago de Xile. Estant encara en aquest darrer va començar la seva participació en proves d'enduro, on va arribar a ser campió nacional en 9 ocasions entre el 1986 i el 1994. Durant aquesta etapa també va obtenir una medalla de bronze als Sis Dies Internacionals de Tulsa, Oklahoma, el 1994.
El 1996 es convertí en el primer motociclista xilè a participar en el Ral·li Dakar, anomenat aleshores Ral·li Granada-Dakar, on va acabar en 17è lloc. Carlo va ser el primer xilè a acabar la cursa, tot i que no va ser el primer a intentar-ho, ja que anys abans un altre xilè ho havia fet però sense assolir el seu objectiu final. Entre el 1996 i el 2004 va participar anualment a la prova, sent-ne la seva millor classificació un tercer lloc el 2001. Al llarg de la seva carrera va participar també a altres curses, com ara el Ral·li de l'Atlas, Ral·li dos Sertões, Ral·li d'Egipte, Ral·li de Dubai, Ral·li de Tunísia, Ral·li Por las Pampas de l'Argentina (on va aconseguir la seva primera victòria en un ral·li internacional), Ral·li del Marroc i Ral·li Safari. Va competir també en diverses edicions amb automòbil. A causa de la seva esportivitat, de Gavardo va rebre dos premis Fair Play, un de la FIM i un altre del Comitè Olímpic Internacional.
Carlo de Gavardo es va morir el juny de 2015 d'un infart, mentre entrenava a Buin, prop de Huelquén.